# Lijst van rijksmonumenten in Groenlo
Groenlo telt 13 inschrijvingen in het rijksmonumentenregister. Hieronder een overzicht.
| Object | Oorspronkelijke functie?           | Bouwjaar                                         | Architect                  | Locatie                                                      | Coördinaten?                 | Nr.?   | Afbeelding        |
| --- | ---------------------------------- | ------------------------------------------------ | -------------------------- | ------------------------------------------------------------ | ---------------------------- | ------ | ----------------- |
| Resten van de historische verdedigingswerken van de stad                                                                     | Omwalling                          |                                                  |                            | Vestingwerken                                                | 52° 2' 41" NB, 6° 36' 51" OL | 18161  | Meer afbeeldingen |
| Historische Israëlitische begraafplaats met zerken en grafstenen                                                             | Begraafplaats en -onderdl          | begin 19e eeuw                                   |                            | Mussenbergbolwerk ter hoogte van Nieuwestraat 31 (Kanonswal) | 52° 2' 40" NB, 6° 37' 1" OL  | 18162  | Meer afbeeldingen |
| Nieuwe Calixtuskerk | Kerk en kerkonderdeel              | 1908                                             | Stuyt, J. en Cuypers .J.   | Kerkstraat 8                                                 | 52° 2' 27" NB, 6° 36' 55" OL | 18163  | Meer afbeeldingen |
| Oude Calixtuskerk | Kerk en kerkonderdeel              | 15e eeuw                                         | onbekend                   | Mattelierstraat 5                                            | 52° 2' 32" NB, 6° 37' 5" OL  | 18164  | Meer afbeeldingen |
| Herenhuis met poortje en boerderij met gevel                                                                                 | Woonhuis                           | 17e eeuw (herenhuis) poortje (1760) stoep (1709) |                            | Nieuwestraat 20 22                                           | 52° 2' 37" NB, 6° 37' 4" OL  | 18166  | Meer afbeeldingen |
| Saksische hoeve met stijl- en regelwerk en hoge houten puntgevel met gesneden topmakelaar. Thans in gebruik als Grols Museum | Boerderij                          | mogelijk 18e eeuw                                |                            | Notenboomstraat 15                                           | 52° 2' 36" NB, 6° 36' 59" OL | 18167  | Meer afbeeldingen |
| Huis met eenvoudige gepleisterde voorgevel van empire karakter; achtergevel met gezwenkte contouren                          | Woonhuis                           | 18e eeuw                                         |                            | Notenboomstraat 18                                           | 52° 2' 37" NB, 6° 36' 59" OL | 18168  | Meer afbeeldingen |
| Stoomhoutzagerij Nahuis | Nijverheid                         | 1916                                             |                            | Winterswijkseweg 49 47                                       | 52° 1' 57" NB, 6° 37' 39" OL | 475967 | Meer afbeeldingen |
| Winkel met bovenwoning | Werk-woonhuis                      | ca. 1900                                         |                            | Beltrumsestraat 26 28                                        | 52° 2' 34" NB, 6° 36' 57" OL | 513682 | Meer afbeeldingen |
| Tranformatorhuisje | Nutsbedrijf                        | ca. 1925                                         | G. Versteeg (vermoedelijk) | Boompjeswal ong bij 2                                        | 52° 2' 25" NB, 6° 37' 7" OL  | 513683 | Meer afbeeldingen |
| Kantongerecht | Gerechtsgebouw                     | 1907                                             | W.C. Metzelaar             | Maliebaan 8                                                  | 52° 2' 37" NB, 6° 37' 8" OL  | 513684 | Meer afbeeldingen |
| Voormalig postkantoor met woning                                                                                             | Overheidsgebouw                    | 1904                                             | C.H. Peters                | Markt 4 6                                                    | 52° 2' 34" NB, 6° 37' 2" OL  | 513685 | Meer afbeeldingen |
| Circumvallatielinie | Archeologisch monument Archeologie | 1600-1700                                        |                            |                                                              | 52° 2' 1" NB, 6° 35' 25" OL  | 532275 | Meer afbeeldingen |